# Kentaro Iida
Kentaro Iida (jap. 飯田健太郎, Iida Kentaro; * 4. Mai 1998) ist ein japanischer Judoka. Er war 2018 Asienspielesieger im Halbschwergewicht, der Gewichtsklasse bis 100 Kilogramm.
Iida gewann 2017 das Grand-Slam-Turnier in Paris, wobei er im Halbfinale den Portugiesen Jorge Fonseca und im Finale den Franzosen Cyrille Maret bezwang. Sechs Monate später erreichte er das Finale der Universiade in Taipeh, unterlag dort aber Zelym Kotsoiev aus Aserbaidschan. Im Sommer 2018 erreichte Iida durch einen Sieg über den Mongolen Lchagwasürengiin Otgonbaatar das Finale bei den Asienspielen in Jakarta, im Finale besiegte er den Südkoreaner Cho Gu-ham.
2019 bezwang Iida im Halbfinale des Grand-Slam-Turniers in Düsseldorf Zelym Kotsoiev, im Finale gewann er gegen Cho Gu-ham. Ein halbes Jahr später traf er im Halbfinale des Grand-Slam-Turniers in Brasília auf den Russen Kirill Denissow. Nachdem er diesen besiegt hatte, bezwang er im Finale den Brasilianer Rafael Buzacarini.